# Leila Abaszidze
Leila Abaszidze (gruz. ლეილა აბაშიძე; ros. Лейла Абашидзе, Lejła Abaszydze; ur. 1 sierpnia 1929 w Tbilisi, zm. 8 kwietnia 2018 tamże) – gruzińska aktorka filmowa, scenarzystka i reżyserka.

## Życiorys
W 1951 ukończyła Tbiliski Instytut Teatralny im. Szoty Rustawelego. Pracowała w studiu filmowym Gruzija-film.

## Nagrody i wyróżnienia
- W 1964 otrzymała tytuł Ludowy Artysta Gruzińskiej SRR i Ludowy Artysta Czeczeńsko-Inguskiej ASRR[2] .

## Filmografia
Role:
- 1941:	Kadżana (ros. Каджана) jako Kato;
- 1945:	Zołotaja tropa (ros. Золотая тропа) jako Juta;
- 1947:	Kołybiel poeta (ros. Колыбель поэта) jako Nazibroła;
- 1948:	Podstęp swatki (ros. Кето и Котэ) epizodycznie;
- 1950:	Wiesna w Sakienie (ros. Весна в Сакене) jako Nino;
- 1954:	Oni spustiliś s gor (ros. Они спустились с гор) jako Leła;
- 1954:	Konik polny (ros. Стрекоза) jako Marine Peradze;
- 1956:	Zanoza (ros. Заноза) jako Lia;
- 1956:	Nasz dwor (ros. Наш двор) jako Manana;
- 1959:	Majia iz Cchnieti (ros. Майя из Цхнети) jako Majia;
- 1959:	Na porogie żyzni (ros. На пороге жизни) jako Mzija;
- 1962:	Ja budu tancewatʹ (ros. Я буду танцевать) jako Dagmara;
- 1964:	Zakon gor (ros. Закон гор) jako Dzidzija;
- 1966:	Wstriecza w gorach (ros. Встреча в горах) jako Łali;
- 1966:	Wstriecza s proszłym (ros. Встреча с прошлым) jako Nino;
- 1969:	Diesnica wielikogo mastiera (ros. Десница великого мастера) jako Wardisachar;
- 1969:	Ożydanije (ros. Ожидание) jako Ketewan;
- 1976:	Nastojaszczij tbilisiec i drugije (ros. Настоящий тбилисец и другие) jako temperamentna dama;
- 1977:	Siniema (ros. Синема);
- 1980:	Tiflis—Pariż i obratno (ros. Тифлис—Париж и обратно) jako Tea;
- 1984:	Dień dlinnieje noczi (ros. День длиннее ночи);
- 1986:	Krugoworot (ros. Круговорот);
- 1989:	Turandot (ros. Турандот) w epizodzie.

Reżyseria:
- 1980:	Tiflis—Pariż i obratno (ros. Тифлис—Париж и обратно).

Scenariusz:
- 1980:	Tiflis—Pariż i obratno (ros. Тифлис—Париж и обратно) (wspólnie z Ł. Czelidze).